# 漳浦站
漳浦站位于福建省漳州市漳浦县大南坂镇，是厦深铁路上的高铁站，2010年10月动工，于2013年12月28日启用营运，南昌铁路局管辖。

## 车站结构
建筑形态规格按照小型旅客车站设计，候车大厅可容纳600人的客流量；站房地上共有2层，地下一层主站房建筑面积近4000平方米，设置到发线3条，基本站台及中间站台各1座。

## 车站周边
- 漳浦公共交通客运站
- 羊尾山

## 历史
- 2013年12月28日通车启用。[4]